# Permijanci
Permijanci ili Permjani, ili Permjački Finci, su grupa ugro-finskih naroda i uključuju Kome (Kome-Zirjane i Kome-Permjake) i Udmurte, narode koji govore permijskim jezicima. Ranije su bili poznati po imenu Bjarmijani. Skorašnja istraživanja ugro-finskih veza i uticaja ovog jezika na dijalekte u severnoj Rusiji pokazuju da je u Bjarmiji živelo veći broj grupa koji nisu bili Permijanci.
Preci Permijanaca su naseljavali zemlju poznatu pod nazivom Permija. Ona je obuhvatala prostor srednjeg i gornjeg toka reke Kama. Permijanci su podeljeni u dve grupe, Kome i Udmurte, tokom 9. veka.
Komi su se našli u okviru Novgorodske republike još u 13. veku. Njihovo pokrštavanje ruskim pravoslavljem bilo je u periodu 1360—1370. godine. U periodu 1471—1478. godine njihove zemlje pokorila je Velika moskovska kneževina koja je kasnije postala Rusko carstvo. U 18. veku, ruski zvaničnici su dozvolili kolonizaciju južnih delova zemlje, a severni delovi su postali zatvori i gulazi za političke neistomišljenike i kriminalce.
Udmurtima su vladali Tatari, narodi Zlatne horde i Kazanjskog kanata, sve do trenutka ustupljivanja njihovih teritorija Rusiji. Pokrštavanje Udmurta je počelo u 18. veku.